# René Mettler
Pour les articles homonymes, voir Mettler.
René Mettler, né le 1er août 1942 à Berne (Suisse) est un peintre et illustrateur suisse, spécialisé dans l'illustration et la réalisation de livres pour enfants consacrés à la nature.

## Biographie
Le grand-père héraldiste de René Mettler l'initie au dessin. Il fait ses études à l'École des arts appliqués de Bienne et devient graphiste. Installé à Paris en 1966, il travaille comme directeur artistique pour un grand magasin et dans des agences de publicité. Puis il dirige les studios graphiques d'un cabinet de design. En 1971, après un séjour à Londres où il découvre l'illustration anglaise, il décide de se consacrer entièrement à l'illustration. À partir de 1985 il collabore avec Gallimard Jeunesse pour qui il illustre puis rédige de nombreux livres documentaires.
Son livre Le grand livre de l'arbre et de la forêt, édité en 2010, est particulièrement salué. Il reçoit plusieurs prix : prix de « la Petite Salamandre » 2011, prix « Emile Gallé », 2011, remis par la Société centrale d'horticulture de Nancy, prix « La Science se livre », du Conseil général des Hauts-de-Seine, qui récompense les meilleurs ouvrages de vulgarisation scientifique. Le collectif L'École aujourd'hui, élémentaire écrit que « ce somptueux album, par sa taille et son projet, redit l’importance de l’arbre et de la forêt, qui recouvre 26 % des terres émergées. Le pinceau de l’auteur est là pour mieux faire voir et apprécier les mondes complexes que les arbres abritent et protègent .

## Publications et créations

### Livres
Tous les ouvrages, sauf précision contraire, sont édités par Gallimard Jeunesse
Collections : Mes premières découvertes (pour les 2 à 5 ans) :
L'oiseau, 2008, 24 p.
La jungle, 2010, 24 p.
L'œuf, 1989 2e ed. 2008 (co- auteur Pascale de Bourgoing), 24 p.
La fleur, 1991, réed. 2008,  24 p. 
La forêt, 2012, 24 p.
Le Pingouin, 1995, 38 p., 
La fourmi, 2015, 24 p. 
Le palmier, 1993, 24 p.
Atlas des animaux (texte Claude Delafosse), 1994, 24 p.
Le camouflage des animaux, 2000, 24 p.
Joue avec les animaux de la ferme, 2008, 11 p.
Joue avec les animaux de la jungle, 2008
Joue avec la nature et les plantes, 2008
Joue avec l'eau et la rivière, 2008

Pour les 1-2 ans
Les fruits et les légumes, 2014, 16 p. 
Une journée à la campagne, 2013, 44 p.
Pour 3 à 7 ans : La nature du plus près au plus loin, 2004, 44 p.
Pour les plus de 5 ans :
Almanach des saisons, Gallimard Jeunesse 80 p.
Le grand livre de l'arbre et de la forêt, 2010, 56 p.
Explorons la rivière, (6-8 ans) 2006, 28 p.
Explorons l'estuaire, (6-8 ans) 2006, 28 p.
Explorons la montagne, (6-8 ans) 2006, 28 p.
La Nuit des animaux - De 4 à 10 ans, 2019, 48 p.
La nature au fil de l'eau : En automne et en hiver (de 6 à 13 ans), 2007
La nature au fil de l'eau : Au printemps et en été, 2007
La Nature au fil des mois (de 7 à 10 ans)
La nature au fil des saisons : De janvier à juin, 2007
La nature au fil de la nuit, 2007
La nature au fil des heures (7-12 ans), 2006, 36 p.
Explorons l'étang (6-8 ans), 2006, 28 p.
Grand, fort et sage, l'éléphant, 1986, 40 p. (co-auteur Pierre Pfeffer) 
Dans le jardin, des fruits et des légumes (11 ans et plus), 1996, 32 p. (co-auteur Gaud Morel)
Le cochon et ses cousins,  texte Marie Saint-Dizier, 2005, 34 p. 

### Timbres de France
Nature de France : oiseaux d’outre mer, 2003, héliogravure. Bloc de timbres comprenant le colibri à tête bleue (0,41 €), le colibri grenat, le toucan ariel (0,46 €) et le terpsiphone de Bourbon de la Réunion, (0,69 €). Les oiseaux sont placés dans un dessin de végétation tropicale, avec l'océan en arrière-plan.
Pervenche de Madagascar, 2000, impression offset.